# Гёнётт, Норберт
Норберт Гёнётт (фр. Norbert Gœneutte; 23 июля 1854, Париж, Франция — 9 октября 1894, Овер-сюр-Уаз) — французский живописец-импрессионист, гравёр и иллюстратор, прежде всего известный как автор рисунков к роману «Земля» Эмиля Золя (1889). Автор более 150 офортов и литографий.

## Биография
Родился в Париже. Учился живописи в Школе изящных искусств у Изидора Пильса. После смерти Пильса в 1875 году Гёнётт бросает учёбу. Вскоре он встречает Марселена Дебутена и становится завсегдатаем кафе «Новые Афины» (фр. Nouvelle Athènes), где знакомится с Ренуаром и Мане. С Ренуаром их связывают теплые дружеские отношения — Гёнётт позирует для его полотен, в частности, «Качелей» и «Бала в Мулен де ла Галетт».
Дебютировал на выставке Парижского салона в 1876 году. В поисках вдохновения много путешествует по Европе, посещает Лондон, Роттердам и Венецию. В 1889 году иллюстрирует первое издание романа «Земля» Эмиля Золя.
В 1891 году, в связи с обострением туберкулёза, вынужден покинуть Париж. Он переезжает в Овер-сюр-Уаз, где проходит курс лечения у Поля Гаше. Гёнётт умер 9 октября 1894 года.

## Галерея
- Женщина на балконе, 1880
- Бульвар Клиши в снегу, 1876, галерея Тейт, Лондон
- Первая неприятность, 1884
- На дамбе. Гавр, 1887
- Дети, пускающие кораблик, 1881
- Мост Европы и вокзал Сен-Лазар, 1888
- Портрет доктора Поля Гаше, 1891, Музей Орсе, Париж
- Портрет Анны Гёнётт в берете, 1889

### На русском языке
1. Мировое искусство. Импрессионизм / Сост. И. Г. Мосин. — СПб.: ООО «СЗКЭО „Кристалл“», 2006. — С. 14—16.

### На других языках
1. Christophe Duvivier. Norbert Goeneutte, 1854–1894. — Pontoise: Musée Tavet-Delacour, 1994. — ISBN 2-905199-34-2.
2. Jean-Jacques Lévêque. Années Impressionnistes 1870-1889. — Paris, 1990. — P. 660.
3. Gilbert de Knyff. L'art libre au XIXe siècle ou la vie de Norbert Goeneutte, Paris 23 juillet 1854 - Auvers-sur-Oise 9 octobre 1894. — Paris: Mayer, 1978.